# Menorca
Menorca je španělský ostrov v západním Středomoří, po Mallorce druhý největší ostrov souostroví Baleáry a 12. největší ve Středozemním moři. Je asi 50 km dlouhý a asi 16 km široký. Má rozlohu 668 km². V roce 2017 zde žilo přes 91 000 obyvatel. Hlavním městem je Maó-Mahón.

## Geografie
Menorca, ostrov o rozloze 688 km², se nachází v samém srdci západního Středomoří, téměř ve stejné vzdálenosti od africké, italské a iberské půdy a je nejsevernější z Baleárských ostrovů. Je tu zastoupena většina ekosystémů typických pro tento region, s výjimkou řek a hor. Žije tu mnoho endemických druhů.
Klima na Menorce je typicky středomořské, s průměrnými ročními teplotami 16,7 °C. Průměrný roční úhrn srážek je 600 mm; prší především na podzim a deště mají přívalový charakter.

## Název
Název ostrova pochází z latinského výrazu Insula minor (Menší ostrov), který se používal pro odlišení od sousední Mallorky (Insula maior, tedy Větší ostrov).

## Historie
Během doby bronzové a doby železné na ostrovech Menorca a Mallorca existovala Talajotická kultura, po které zde zůstaly kamenné megality.
Ve starověku ostrov patřil nejprve Kartágu a potom Římu. V 5. století byl dobyt Vandaly a na konci 8. století Araby. Od 13. století byl pod vládou Aragonie, jež se později stala částí Španělska. V roce 1708 byl osazen Brity, kteří ho udrželi 70 let, s výjimkou let 1756–1763, kdy byl obsazen Francií. V roce 1782 byl obsazen Španělskem a v roce 1798 opět Brity. Od roku 1803 je součástí Španělska.
Za španělské občanské války zůstala jako jediný ostrov Baleár věrná republikánům, kteří se z ní následně pokusili vést kampaň za dobytí celého souostroví. V srpnu 1936 zahájili z Menorcy ofenzívu: vylodili se Mallorce a dočasně dobyli Ibizu, nicméně navzdory výrazné početní převaze v lidech utrpěli zdrcující porážku od spojených frankisticko-italských sil, které měly drtivou převahu na moři a postupně díky italskému letectvu anihilovaly republikánské letectvo v oblasti a ovládly i vzduch. Poté zůstávala Menorca v izolaci jako jediný republikánský ostrov Baleár – frankisté o ni s výjimkou občasného bombardování nejevili zájem až do února 1939, kdy ji bez boje obsadili (čemuž podobně jako v Madridu předcházely krvavé boje uvnitř republikánské posádky o to, zda bude o ostrov bojovat, či zda kapituluje).

## Obce na Menorce
| Název obce      | Rozloha (km²) |
| --------------- | ------------- |
| Alaior          | 109,76        |
| Ciutadella      | 186,03        |
| Es Castell      | 11,61         |
| Es Mercadal     | 136,93        |
| Es Migjorn Gran | 32,41         |
| Ferreries       | 66,00         |
| Maó             | 117,05        |
| Sant Lluís      | 34,62         |
| Celkem          | 694,41        |

## Ekonomika
Na rozdíl od ostatních ostrovů souostroví, cestovní ruch na Menorce se začal vyvíjet později, protože místní ekonomika byla v té době tak rozvinutá (obuv, zemědělství), že mohla udržet ostrov bez cestovního ruchu. To má za následek, že pláže a krajina jsou velmi dobře zachovalé. V současné době je ostrov cílem turistů hlavně ze západní Evropy.
Hospodářství ostrova se orientuje na chov zvířat a výrobu sýrů s označením původu „Maó / Menorca“, kožedělný a další drobný průmysl. Tvoří druhý pilíř ekonomiky, což je mnohem výraznější než na jiných ostrovech.